# Geranium lentum
Geranium lentum là một loài thực vật có hoa trong họ Mỏ hạc. Loài này được Wooton & Standl. mô tả khoa học đầu tiên năm 1913.